# 広島市農業協同組合
広島市農業協同組合（ひろしましのうぎょうきょうどうくみあい、通称JA広島市）は、広島県広島市安佐南区に本店を置く農業協同組合。
ATMでは、JAバンクのカードは稼働時間内の終日において、また三菱UFJ銀行とひろしまネットサービス加盟6行庫（参加行庫については当該項を参照）のカードは平日のみにおいて、それぞれ自行扱いとなる。

## 業務区域
- 広島県広島市中区
- 広島県広島市東区
- 広島県広島市南区
- 広島県広島市西区
- 広島県広島市安佐南区
- 広島県広島市安佐北区
- 広島県広島市安芸区
- 広島県広島市佐伯区
- 広島県廿日市市の一部（佐方・佐方本町・山陽園・城内）
- 広島県安芸郡府中町
- 広島県山県郡安芸太田町
- 広島県山県郡北広島町の一部（旧芸北町・豊平町）

## 歴史
- 1992年4月1日 安佐・山県地区の6農業協同組合が合併して広島安佐農業協同組合（JAアグラス）となる。
- 1993年4月1日 広島市内の8農業協同組合が合併し、広島市農業協同組合（JA広島市）となる。
- 2000年4月1日 佐東町農業協同組合（JA佐東町）を広島市農業協同組合（JA広島市）に合併。
- 2002年4月1日 広島安佐農業協同組合（JAアグラス）を広島市農業協同組合（JA広島市）に合併。
- 2026年4月1日 当農協を存続組合とし、広島ゆたか農業協同組合（JA広島ゆたか）と合併予定。

## 拠点
合併に伴い店舗の集約を行っており、2010年3月には安芸太田町内の3支店（戸河内・上殿・筒賀）を閉鎖して新たに戸河内支店を新設した。これに伴い、筒賀支店のあった安芸太田町筒賀地区では食料品や生活用品を扱う店舗がなくなった。2021年3月から2022年10月にかけて、支店の統廃合や再編が行われ、既存の54店舗から約4割減らし32店舗となった。また、一部店舗や拠点では、個々に信用事業や購買事業を廃止した箇所もある。
- 本店・中筋支店
  - 広島県広島市安佐南区中筋3丁目26番16号
- 原支店
  - 広島県広島市安佐南区西原8丁目38番24号
- 祇園支店
  - 広島県広島市安佐南区祇園4丁目51番9号
- 安支店
  - 広島県広島市安佐南区上安1丁目3番8号
- 伴支店
  - 広島市安佐南区伴東7丁目39番1号
- 戸山店
  - 広島県広島市安佐南区沼田町吉山3番地
- JAグリーンセンター安佐南
  - 広島県広島市安佐南区川内4丁目15番22号
- 八木支店
  - 広島県広島市安佐南区八木4丁目3番11号
- 緑井支店
  - 広島県広島市安佐南区緑井6丁目34番29号
- 可部支店
  - 広島県広島市安佐北区可部5丁目13番3号
- 三入店
  - 広島県広島市安佐北区三入2丁目28番21号
- 深川支店
  - 広島県広島市安佐北区深川6丁目4番36号
- 小河原支店
  - 広島県広島市安佐北区小河原町789番地1
- 落合支店
  - 広島県広島市安佐北区落合南2丁目2番2号
- 白木支店
  - 広島県広島市安佐北区白木町秋山2418番地
- 井原店
  - 広島県広島市安佐北区白木町井原830番地1
- 三田支店
  - 広島県広島市安佐北区白木町三田7163番地1
- 安佐支店
  - 広島県広島市安佐北区安佐町飯室1592番地
- 大手町支店
  - 広島県広島市中区大手町4丁目7番3号
- 温品支店
  - 広島県広島市東区温品7丁目12番13号
- 福田支店
  - 広島県広島市東区福田4丁目4152番地12
- 戸坂支店
  - 広島県広島市東区戸坂中町6番37号
- 東雲支店
  - 広島県広島市南区東雲本町3丁目1番30号
- 横川支店
  - 広島県広島市西区横川町2丁目9番5号
- 観音支店
  - 広島県広島市西区南観音7丁目12番27号
- 己斐駅前支店
  - 広島県広島市西区己斐本町1丁目19番15号
- 古江支店
  - 広島県広島市西区古江東町8番8号
- 矢野支店
  - 広島県広島市安芸区矢野西1丁目1番5号
- 五日市中央支店
  - 広島県広島市佐伯区五日市中央2丁目3番81号
- 三和支店
  - 広島県広島市佐伯区八幡4丁目3番33号
- 石内店
  - 広島県広島市佐伯区五日市町石内3452番地1
- 砂谷支店
  - 広島県広島市佐伯区湯来町伏谷38番2号
- 水内店
  - 広島県広島市佐伯区湯来町下2581番地
- 府中支店
  - 広島県安芸郡府中町本町3丁目8番19号
- 加計支店
  - 広島県山県郡安芸太田町加計3784番地1
- 戸河内支店
  - 広島県山県郡安芸太田町上殿618
- 芸北支店
  - 広島県山県郡北広島町川小田10076番地21
- 芸北八幡店
  - 広島県山県郡北広島町西八幡原1453番地1
- 久保角店
  - 広島県山県郡北広島町阿坂4452番地3
- 豊平支店
  - 広島県山県郡北広島町戸谷1077番地7

## 関連会社
- ハウディ（運輸警備業・レストラン等を運営）
- ちゅピCOMふれあい（ケーブルテレビ局を運営）